# 夏国相
夏国相（？—1681年），清朝初期三藩之乱人物。
夏国相是平西王吴三桂的女婿。开始担任清朝的都統。康熙十二年（1673年）跟随吴三桂反清，在周王吴三桂麾下担任金吾右翼将军，领兵攻打湖南、四川。吴三桂去世后，他继续辅佐其孙吳世璠。康熙十九年（洪化二年、1680年）在贵州兵败，于是拥吴世璠退守昆明，次年，昆明城破被俘，解入北京，凌迟处死。